# Deltamysis holmquistae
Deltamysis holmquistae is een aasgarnalensoort uit de familie van de Mysidae. De wetenschappelijke naam van de soort werd in 1992 voor het eerst geldig gepubliceerd door Bowman & Orsi.

## Verspreiding
Deltamysis holmquistae is een aasgarnaal die bekend is van zoet- tot zeewater. Het werd voor het eerst beschreven vanuit de Sacramento-San Joaquin Delta, maar bleek soortgelijk te zijn met Kochimysis pillai, beschreven vanuit India. Het is relatief recent (1977); uiterlijk en zijn taxonomische uniciteit suggereren sterk op introductie. In 2014-2018 werd het verzameld in vier estuaria van de Oost- en Gulf Coast, van Florida tot Texas. Het wordt geassocieerd met moerassen en verzonken vegetatie en is verzameld bij zoutgehaltes van 0,5 tot 32,5 psu.